# Lycée des Francs-Bourgeois

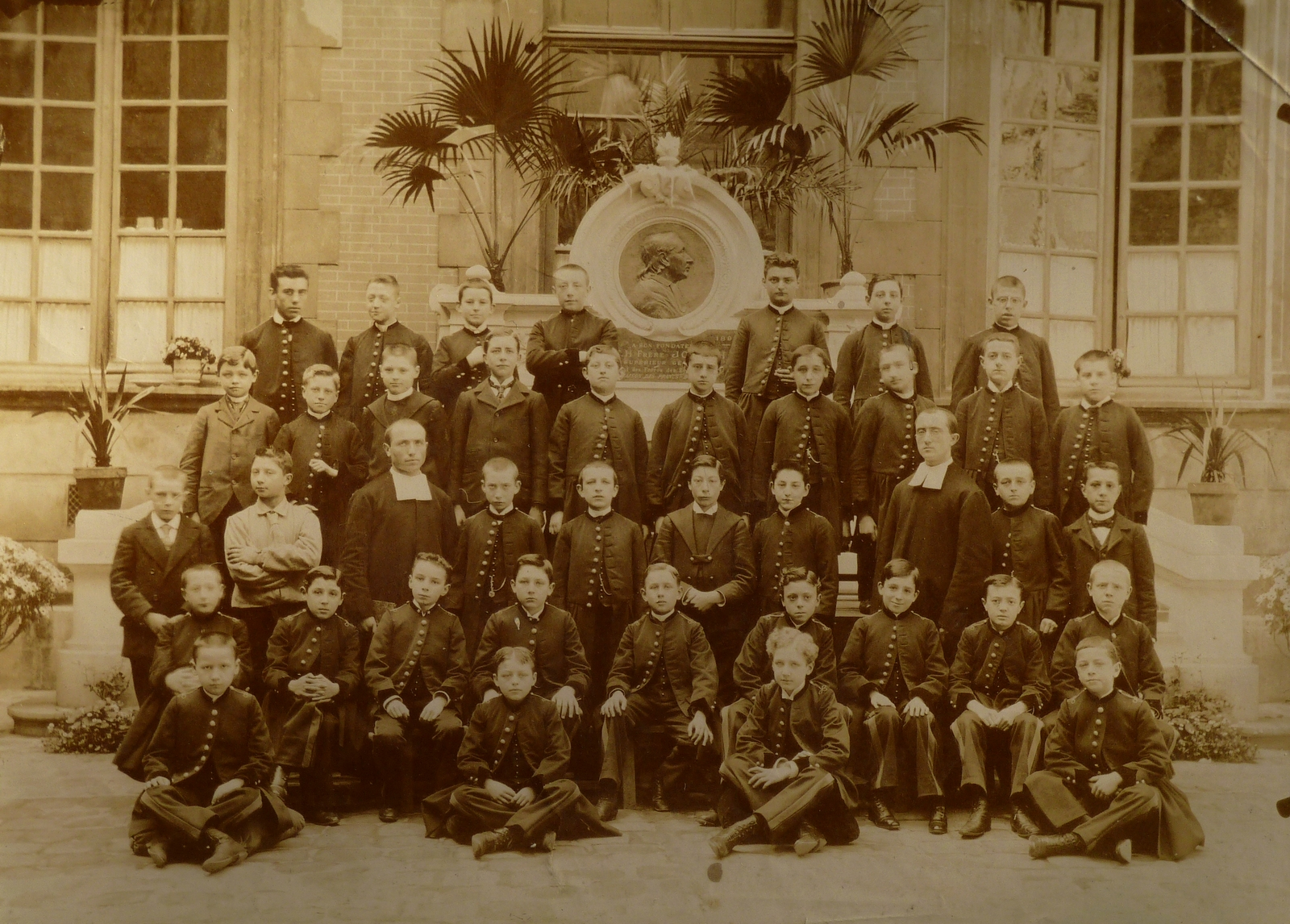
Une classe à l'école commerciale des Francs-Bourgeois vers 1890.

 (juin 2013).
Si vous disposez d'ouvrages ou d'articles de référence ou si vous connaissez des sites web de qualité traitant du thème abordé ici, merci de compléter l'article en donnant les références utiles à sa vérifiabilité et en les liant à la section « Notes et références ».
L'école des Francs Bourgeois - La Salle est un établissement d'enseignement privé lasallien situé à Paris dans le 4e arrondissement (Marais). Il est fondé le 21 novembre 1843 par les Frères des écoles chrétiennes. Il comporte une école élémentaire, un collège, et un lycée. Les Francs Bourgeois - La Salle scolarisent en 2020 un peu plus de 2 000 élèves (pour 1 500 familles) : 240 élèves en primaire (8 classes), 1 050 élèves en collège (33 classes), 720 élèves en lycée (23 classes).

## Historique
- 1312, Louis Ier de Bourbon, petit-fils de Saint Louis, achète l'hôtel du Petit-Musc.
- 1605, grâce en partie à la somme reçue pour la soumission au Roi, Charles de Mayenne acquiert le vieil hôtel du Vidame de Chartres, situé sur la voie royale conduisant de la porte Saint-Antoine au Louvre. Il engage une politique de grands travaux (pavillons sur rue et escalier d'honneur).
- 1705, le Prince de Vaudémont, frère de la propriétaire Mme de Lillebonne, charge Germain Boffrand de remettre l'hôtel au goût du jour (frises, trumeaux...).
- 1759, la famille d’Ormesson devient propriétaire de l’hôtel que vend la dernière descendante de la famille de Lorraine, la Comtesse de Marsan appelée au Louvre comme gouvernante des enfants de Louis XV.
- 1812, Joseph Favart, libraire, achète l’hôtel pour en faire une institution scolaire qui cesse d’exister en 1870.
- 1843, le frère Joseph Josserand (1823-1897) fonde au 26, rue des Francs-Bourgeois l'école commerciale des Francs-Bourgeois.
- 1870, tout en conservant son nom d’école commerciale des Francs-Bourgeois, l'école emménage dans l'hôtel de Mayenne au 21, rue Saint-Antoine.
- À la fin du XIXe siècle, le marquis du Bourg de Bozas, par son mariage avec Adèle Favart devient propriétaire de l’hôtel de Mayenne.
- 1971 l’hôtel de Mayenne est acheté aux consorts du Bourg de Bozas par l’A.E.P (Association d’Éducation Populaire), ce qui garantit ainsi à l’école son maintien rue St Antoine et lui permet de poursuivre sa mission dans la tradition lasallienne.
- 1984, acquisition par l’AEP de l’immeuble du 3, rue de Béarn, aujourd’hui annexe du lycée.
- 2012, à la demande des Monuments Historiques, l'hôtel est rénové, et retrouve sa forme du XVIIe siècle. L’ensemble de l'établissement est mis aux normes[1]

## Localisation
Les locaux sont situés au cœur du Marais, au 21 rue Saint-Antoine, dans l’hôtel de Mayenne, ayant appartenu successivement à la famille de Bourbon au temps de Charles V, Charles VI lui-même, son frère Louis d’Orléans, la famille de l’amiral de Graville, l’évêque de Langres, les Lorraine, notamment Charles de Mayenne, lieutenant général du royaume au temps de la Ligue. L'annexe du Lycée se situe au 1, rue de Béarn, où les élèves prennent leur récréation dans le square Louis-XIII de la place des Vosges. 

## Classement du collège
En 2015, le collège des Francs-Bourgeois se classe 6e sur 172 collèges au taux de réussite au brevet (97,64 %) au niveau départemental avec 254 inscrits. Depuis 2012, le taux d'obtention du DNB est resté au-dessus de 99,5 %.

## Classement du lycée
En 2022, le lycée se classe selon le Figaro 14e sur 85 au niveau départemental quant à la qualité d'enseignement, et 20e au niveau national. Ceci avec un taux de 100 % de réussite au baccalauréat, et 98% des inscrits obtenant une mention. 

## Personnalités liées au lycée

### Enseignants
- René Guénon (1886-1951), écrivain, professeur de philosophie de 1922 à 1924.

### Élèves
- Gérald Darmanin (né en 1982), ministre de la Justice, ancien ministre de l'Intérieur et ancien ministre du Budget
- Philippe Barbarin (né en 1950), cardinal et ex-archevêque de Lyon
- Rayan Nezzar (né en 1990), homme politique
- Philippe Métézeau (né en 1948), docteur d'État et ingénieur de recherche
- Jean Carteron (1926-2011), ingénieur et entrepreneur